# Eleanor Cross (Sledmere)

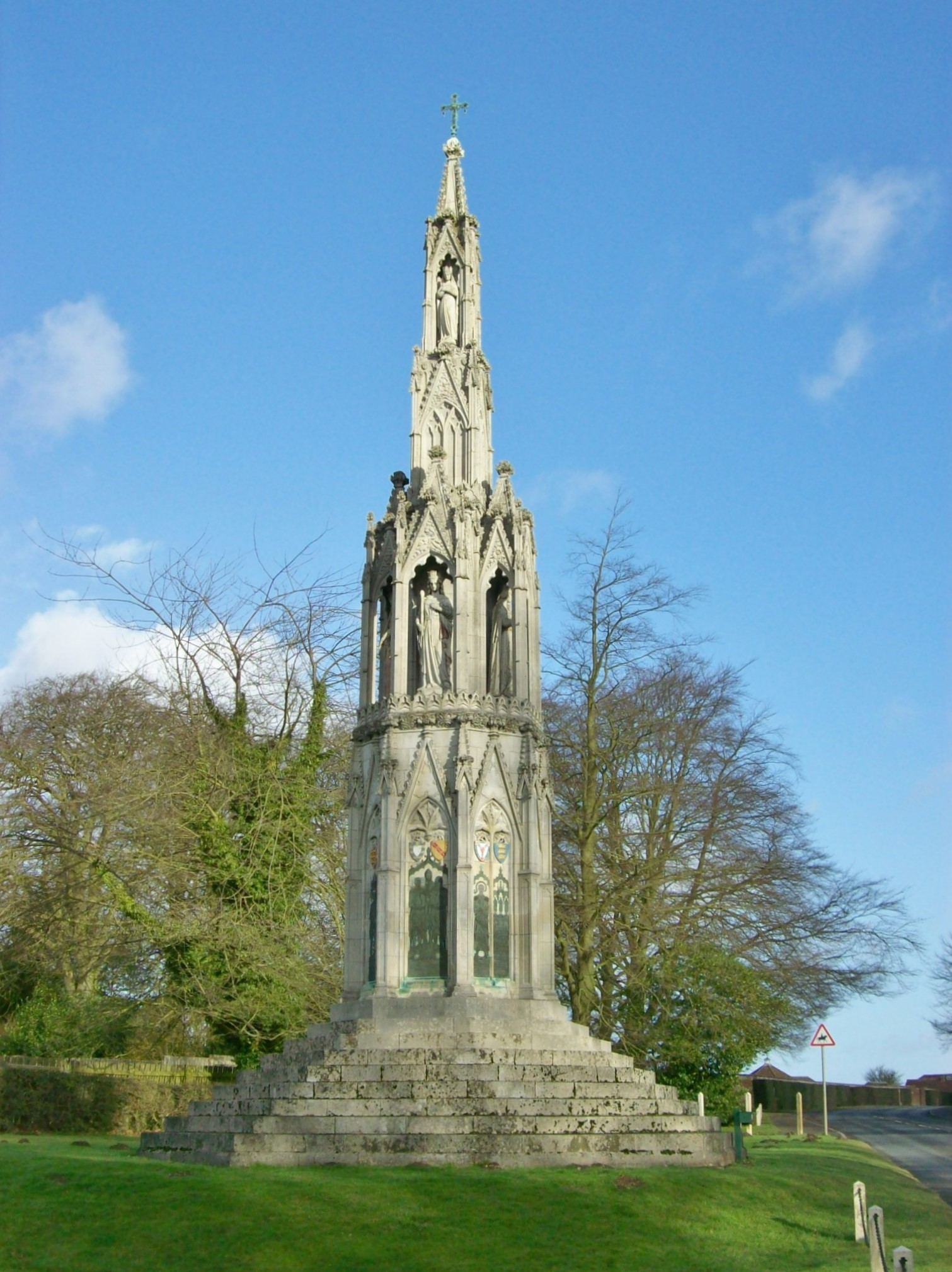

Eleanor Cross es un monumento de Sledmere, East Riding of Yorkshire, construida por la familia Sykes de Sledmere entre 1896 y 1898. Después de la Primera Guerra Mundial se le añadieron latones monumentales grabados convirtiéndola en un monumento a los caídos.

## Cruz de pueblo
De 18 m, fue encargada por Sir Tatton Sykes, quinto baronet (1826-1913). Su rica familia de comerciantes se había mudado a Sledmere a principios del siglo XVIII y residía en Sledmere House.

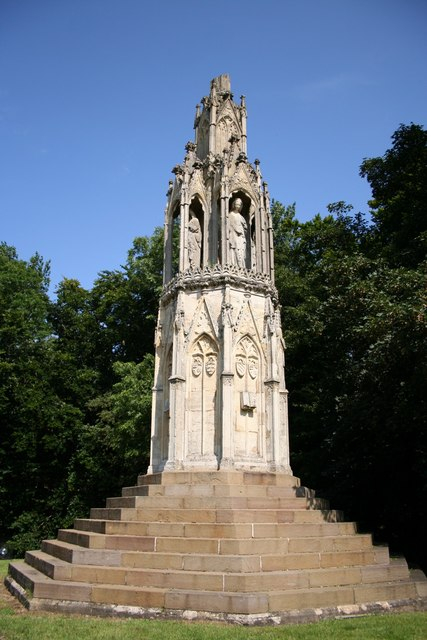
Eleanor cruz, Hardingstone

Fue diseñada por el arquitecto Temple Lushington Moore, como una cruz de pueblo, inspirada en la cruz de Eleanor del siglo XIII en Hardingstone, Northamptonshire, con dos niveles cuadrados en dos niveles octogonales, de pie sobre una base con ocho escalones y un pedestal que está inscrito con las palabras del Padrenuestro. Fue construido con sillares de piedra caliza por los albañiles Thompsons de Peterborough, con tallas ornamentales de John Barker de Kennington, y erigido en el lado oeste del pueblo, cerca de la Iglesia de Santa María, parte de Sykes Churches Trail.
El primer nivel tiene paneles de tracería ciegos separados por pilares con pináculos, de pie sobre una base moldeada, con dieciséis escudos heráldicos tallados, que representan las armas de Inglaterra, Kingston upon Hull, Beverley, la Santísima Trinidad, la Sede de York, el arzobispo William Maclagan, un gallo galo y los brazos de familias emparentadas con la familia Sykes. Entre el primer y segundo nivel hay una banda con flores y animales tallados.
El segundo nivel tiene cuatro nichos abiertos con dosel, cada uno con una estatua diferente de la reina Leonor diseñada por Moore; quedan rastros que indican que estas estatuas fueron pintadas originalmente. El tercer escenario tiene cuatro paneles ciegos de tracería. El cuarto nivel de la cruz en Hardingstone ha estado desaparecido durante muchos siglos, por lo que Moore creó su propio diseño para el nivel superior de la cruz en Sledmere, con cuatro nichos cerrados, cada uno con una estatua de la Virgen María. La cruz está rematada por un pináculo de piedra y un crucifijo de bronce enjoyado.

## Monumento de guerra
Fue rediseñada como un monumento a los caídos en 1918 por el teniente coronel Sir Mark Sykes, sexto baronet, para conmemorar a los oficiales caídos del 5.º Batallón del Regimiento de Yorkshire, los caídos de la finca Sledmere y otros dos soldados conocidos por él, uno que sirvió en el 1er Batallón del Regimiento de Cheshire y el otro en la Infantería Ligera Canadiense de la Princesa Patricia.
Sykes agregó un crucifijo de bronce y 22 bronces monumentales grabados de los soldados caídos hechos por Gawthorp and Sons of London. Algunos de los soldados visten uniformes modernos, pero otros (especialmente los oficiales) tienen un estilo neogótico o del siglo XIV, y a menudo presentan a los soldados como caballeros o con referencias caballerescas. Los latones se instalaron durante un período de tiempo desde 1918 en adelante, con ceremonias de inauguración separadas, y finalmente llenaron siete de los ocho paneles ciegos en el primer nivel de la cruz, con un panel vacío. Varían en tamaño y presentación, con un panel que contiene seis en tres filas de dos, y otros que contienen una, dos o tres figuras de cuerpo entero.
Sykes asistió a la Conferencia de Paz de París en 1919 como experto en Oriente Medio, ya que fue signatario del Acuerdo Sykes-Picot de 1916, pero contrajo la gripe española y murió en París en febrero de 1919. Los aldeanos de Sledmere encargaron una figura más de Sykes para llenar el octavo panel restante, representándolo como un caballero con un escudo con las armas de Sykes y un pergamino con las palabras "LAETARE JERUSALEM" ("Regocíjate, Jerusalén").
La figura de Sykes se dio a conocer el 3 de abril de 1921 al mismo tiempo que el último de los otros latones, en una ceremonia a la que asistió una guardia de honor del 5.º Batallón, Green Howards, con el que Sykes sirvió en la Segunda Guerra de los Bóeres y de que Sykes era el oficial al mando cuando estalló la Primera Guerra Mundial en 1914. A la ceremonia asistieron veteranos del 5º Batallón del Regimiento de Yorkshire y miembros de la familia Sykes, incluida la viuda de Mark. La figura de Sykes fue revelada por el padre Oswald Smith, abad de Ampleforth Abbey; el del teniente coronel James Albert Raymond Thomson, comandante del 5.º Batallón en 1918, fue presentado por el coronel comandante George Dominic Price DSO.
Lleva una inscripción: "LOS NOMBRES INSCRITOS / EN ESTE MEMORIAL SON AQUELLOS / DE OFICIALES Y HOMBRES / DEL 5 REGISTRO DE YORKSHIRE / QUE DIERON SUS VIDAS / POR SU REY Y / PAÍS Y LAS LIBERTADES / DE LA HUMANIDAD EN LOS AÑOS / DEL GRAN GUERRA/QUE LOS HOMBRES DE YORKSHIRE/ACUDIEN EL MEMORIAL/DE ESTE HONORABLE/COMPAÑÍA DE CIUDADANOS/QUE DEJARON SU PAZ/(.. .) PARA / DEFENDER LA JUSTICIA PROTEGER / A LOS DÉBILES Y DEFENDER / EL DERECHO"; y luego enumera 24 nombres.
La cruz se incluyó en el Grado II en 1966, se actualizó al Grado I en 2016.

## Otros monumentos locales
El Waggoners' Memorial catalogado como Grado I, diseñado por Sir Mark Sykes, se encuentra cerca. A algunas millas de distancia, en Cowlam, se encuentra un alto monumento de piedra a Sir Tatton Sykes, cuarto baronet.

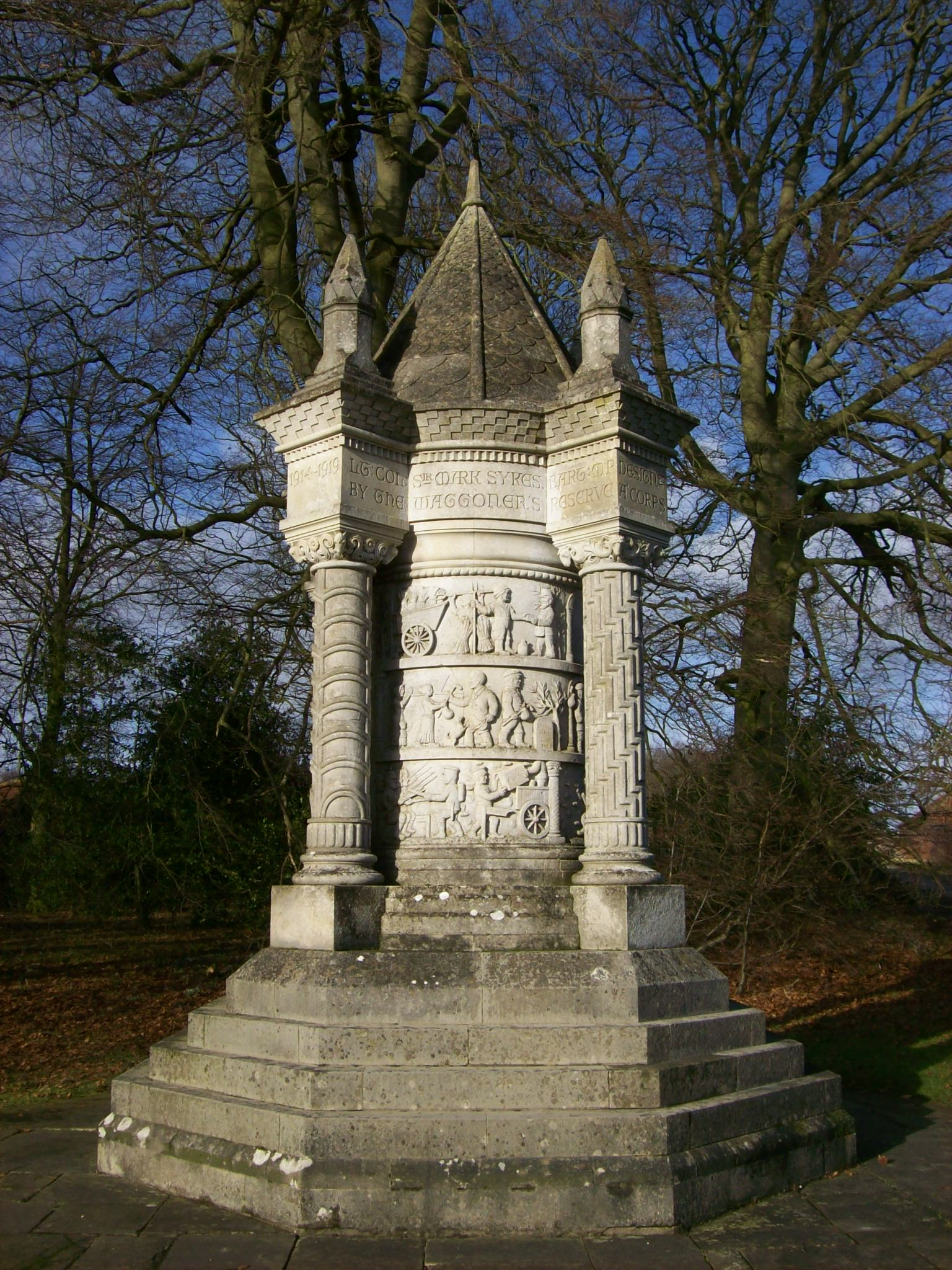
Monumento a los carreteros
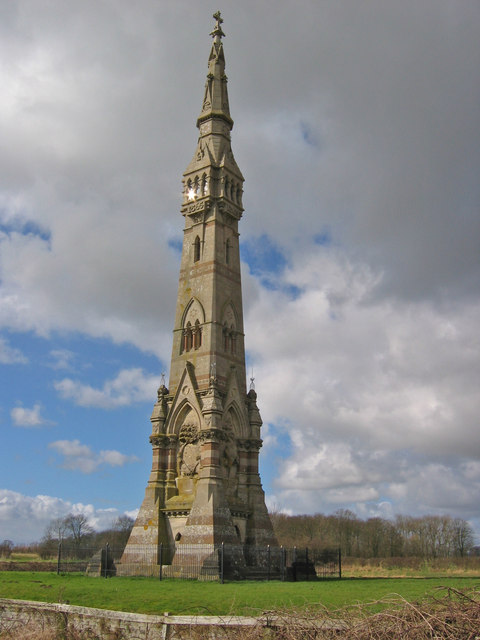
Monumento a Sir Tatton Sykes, Cowlam

## Otras lecturas
- Banbury, P. A. J. (2000). «The Sledmere Cross». Yorkshire Archaeological Journal 72: 193-216.
- Meara, David (1996). «Sir Mark Sykes and the Sledmere brasses». Transactions of the Monumental Brass Society 15: 486-98.
- Mytum, Harold (2007). «Monuments and memory in the estate landscape: Castle Howard and Sledmere».  En Finch, Jonathan; Giles, Kate, eds. Estate Landscapes: design, improvement and power in the post-medieval landscape. Woodbridge: Boydell & Brewer. pp. 149-74. ISBN 9781843833703.